# У с хандакутэном
う゚  в хирагане и ウ゚  в катакане — особые символы японской каны, представляющие собой знаки う и ウ с присоединённым к ним хандакутэном.
Были утверждены в 1944 году Министерством просвещения Японии в постановлении «О фонетической транскрипции» (яп. 發音符號 хацуон фуго:) для записи носового звука [у], стоящего первым в слове.
В шестом пункте «общих положений» этого постановления были приведены следующие примеры использования:
| Слово   | Фонетическая запись | Иероглифами | Значение |
| ------- | ------------------- | ----------- | -------- |
| Умарэру | ウ゚マレル            | 生れる      | Родиться |
| Ума     | ウ゚マ                | 馬          | Лошадь   |
| Умай    | ウ゚マイ              | 甘い        | Вкусный  |
| Умэ     | ウ゚メ                | 梅          | Слива    |

В современном японском языке для записи начального носового [у] кана ウ゚  не применяется, вместо неё обычно используется кана ウ, или же, реже, ン.